# Childers, Queensland
Childers este o localitate în statul Queensland, Australia.